# Ouville-la-Rivière
Ouville-la-Rivière este o comună în departamentul Seine-Maritime, Franța. În 1 ianuarie 2022 avea o populație de 461 de locuitori.

## Comune vecine
|                     | Longueil | Varengeville-sur-Mer |
|                     |          | Offranville          |
| Saint-Denis-d'Aclon |          | Ambrumesnil          |